# Marie Chouinard

Marie Chouinard, född 14 maj 1955 i Québec, är en kanadensisk dansare och koreograf. Hon är sedan 1990 ledare för en egen dansensemble i Montreal, Compagnie Marie Chouinard.

## Biografi
Marie Chouinard blev tidigt berömd genom dans i Cristallisation (1978) och Danse pour un homme habillé de noir et qui porte un revolver (1979). Hon blev tidigt känd för provocerande kroppsligt uttryck. Art Gallery of Ontario förbjöd inslag med urinering i "Petite danse sans nom". Skandalös var också "Danseuse-performeuse cherche amoureux" eller "amoureuse pour la nuit du 1er juin" (1981), där hon bjöd ut sig, och "Marie Chien Noir" (1982), som visade onani.
Efter en uppmärksammad och framgångsrik karriär som solodansare grundade hon 1990 Compagnie Marie Chouinard i Montreal. Särskilt uppmärksammad har tolkningen av Igor Stravinskijs Våroffer och Claude Debussys Prélude à l’après-midi d’un faune blivit. I Sverige har Hieronymus Bosch: The garden of earthly delights, 2017, fått uppmärksamhet.
Compagnie Marie Chouinard har turnerat till städer som New York, Ottawa, Taipeh, Paris, Venedig, Amsterdam, Berlin, Wien och Stockholm. Ensemblens medlem Carol Prieur blev 2010 utsedd till Årets dansare.

## Utmärkelser
Utöver en mängd andra utmärkelser har Marie Chouinard fått Ordre du Canada, den mest betydande utmärkelsen i Kanada för privatpersoner.